# 前野沙織
前野 沙織（まえの さおり、1987年5月12日 - ）は、東海ラジオ放送の元アナウンサー。

## 来歴・人物
愛知県尾張旭市出身。愛知教育大学卒業(専攻は地学)。
大学卒業後はフリーター生活を送りながら就職活動を続け、2013年、東海ラジオ放送に入社。同期入社は井田勝也（新卒入社だったため年齢は3歳年下）。
入社後しばらくは、「チア・スポ オマエノ出番だ!!」「ニュースファイル」のレポートやイベント進行などを中心に活動。その後、音楽番組やミニ番組のパーソナリティ・聞き手などに起用される。
2014年秋改編でスタートした昼の帯番組「日替わりラジオ コレカラ」では、金曜日担当パーソナリティとして起用される。その後、他の曜日に起用されていたアナウンサーの降板や異動に伴い、2016年春改編では同番組の月・水・金曜日と半数以上の曜日を担当するメイン格のパーソナリティとなっていた。
2016年8月からは、午後ワイド枠の番組としてスタートする「FINE DAYS!」のうち、水曜（「笑福亭笑瓶のやっぱええんやDAY!」）・木曜（「流れ星の笑わさ〜すDAY!」）のアシスタントに起用されることとなった。前野にとっては初の長時間ワイド番組のレギュラーアシスタントとなる。これに伴い「コレカラ」はすべての曜日から降板することとなった。
2017年4月1日から2018年9月まで、ディレクター職に異動していた山崎聡子がアナウンサー職に復帰するまでの間、東海ラジオに所属する唯一の女性正社員アナウンサーとなっていた。
2023年3月17日のLive Dragons！にて、
同年3月末をもって東海ラジオを退社、放送業界からも離れると発表があった。23日の同番組が、生放送番組の出演としては最後となった（ただし、その後も退社まで定時ニュースは担当）。
同年3月31日、OH! MY CHANNEL!内の定時ニュース、その後同番組にゲスト出演し、10年間のアナウンサー生活を締めくくった。

## アナウンサー時代の出演番組
- 大澤広樹のドラゴンズステーション（アシスタント、火-金曜、2019年4月 - 2020年9月25日）

- ガッツナイター最前線（火 - 金曜）
- 日替わりラジオ コレカラ（月・水・金曜日担当、以前は金→月・金曜日担当）
- FINE DAYS! - 水曜（「笑福亭笑瓶のやっぱええんやDAY!」）・木曜（「流れ星の笑わさ〜すDAY!」）アシスタント（2016年8月3日 - 2017年9月28日）
- DEEP in TOKAI
- ドラヂカラ!!（火 - 金曜）
- ロックオン!
- チア・スポ オマエノ出番だ!!
- 原光隆 ニュースファイル→安蒜豊三 ニュースファイル（レポーターとして。レポート枠廃止により事実上出演終了）
- 豊瑞の一言物申す→神田豊瑞・ラジオ説法（2017年3月まで）
- 歌謡曲主義 26時の歌謡曲（月曜）
- 前野沙織 & you radio（メインパーソナリティ、日曜24:30-25:00）
- 番組審議会からのお知らせ（月1回）
- RUSH HOUR!
- 伊勢神宮便り
- 丹羽健のモーニングジャーニー
- 中日新聞ニュース（定時）
- ドラゴンズステーション東海ラジオ天気予報（定時）
- 名古屋外国語大学ラジオメッセージ
- 東海オンエアラジオ（天の声）
- 全日本大学駅伝実況中継（文化放送制作）
  - 東海ラジオの放送対象地域内である愛知・三重両県に駅伝のコースが設定されているため、同局による相互ネットの開始（2020年）を機に、東海地区からの出場校紹介と三重県内の中継所からのリポートを担当。

など
・ほかCM多数（2023年4月5日時点で、まだ聴くことができるものも少なくない）

## エピソード
- 愛称は「まさお」で源石和輝により命名されたとされていたが、2021年1月17日（日）AM3時～4時45分放送の東海ラジオ「前野沙織＆you　radio」内エンディングで「まさお」と命名したのは友人であり源石和輝アナは命名には一切かかわっておらず真っ赤なウソ。」とwiki記事の訂正要望をコメント。由来は「まえのさおり」を略したものである[4]。前野も自身のブログで時折使用している。
- 趣味は、ランニング・水泳・ゲーム（ファイナルファンタジー）[5]。小・中学生時代は陸上部に所属していたが短距離走専門で長距離は苦手であったが、入社後に健康のためにランニングを始めたとのこと[6]。このため、陸上競技大会などの取材を経験することも多く、2014年3月9日に行われた名古屋ウィメンズマラソンの中継（第2放送車からのレポート）を担当している[7]。